# IAFA DV8 Development League 2012
La IAFA DV8 Development League 2012 è stata la 5ª e ultima edizione del campionato irlandese di football a 8, organizzato dalla IAFL.

## Squadre partecipanti
| Club                     | Città         | Stadio | Sponsor ufficiale | Risultato nella stagione 2011 |
| ------------------------ | ------------- | ------ | ----------------- | ----------------------------- |
| Belfast Trojans II       | Belfast       |        |                   |                               |
| Carrickfergus Knights II | Carrickfergus |        |                   |                               |
| Craigavon Cowboys II     | Portadown     |        |                   |                               |
| Drogheda Lightning       | Drogheda      |        |                   |                               |
| Dublin Dragons II        | Dublino       |        |                   |                               |
| Trim Bulldogs            | Trim          |        |                   |                               |
| Tullamore Phoenix II     | Tullamore     |        |                   |                               |

## Stagione regolare

### Calendario

#### 1ª giornata
| 6 marzo 2012 | Trim Bulldogs | 26 – 32 | Drogheda Lightning |  |

#### 2ª giornata
| 13 maggio 2012 | Belfast Trojans II | 33 – 19 | Trim Bulldogs |  |

#### 3ª giornata
| 17 giugno 2012 | Trim Bulldogs | 20 – 8 | Dublin Dragons II |  |

| 17 giugno 2012 | Drogheda Lightning | 12 – 48 | Craigavon Cowboys II |  |

#### 4ª giornata
| 22 luglio 2012 | Drogheda Lightning | 31 – 6 | Dublin Dragons II |  |

| 22 luglio 2012 | Craigavon Cowboys II | 18 – 27 | Belfast Trojans II |  |

#### 5ª giornata
| 29 luglio 2012 | Drogheda Lightning | 20 – 34 | Carrickfergus Knights II |  |

| 29 luglio 2012 | Trim Bulldogs | 6 – 0 | Dublin Dragons II |  |

#### 6ª giornata
| 5 agosto 2012 | Drogheda Lightning | 6 – 49 | Belfast Trojans II |  |

| 5 agosto 2012 | Craigavon Cowboys II | 62 – 12 | Trim Bulldogs |  |

#### 7ª giornata
| 12 agosto 2012 | Tullamore Phoenix II | 0 – 14 | Carrickfergus Knights II |  |

| 12 agosto 2012 | Drogheda Lightning | 24 – 6 | Dublin Dragons II |  |

#### 8ª giornata
| 19 agosto 2012 | Trim Bulldogs | 21 – 31 | Drogheda Lightning |  |

| 19 agosto 2012 | Belfast Trojans II | 41 – 0 | Carrickfergus Knights II |  |

#### 9ª giornata
| 26 agosto 2012 | Trim Bulldogs | 21 – 14 | Tullamore Phoenix II |  |

| 26 agosto 2012 | Dublin Dragons II | 0 – 21 | Craigavon Cowboys II |  |

### Classifica
La classifica della regular season è la seguente.
- PCT = percentuale di vittorie, G = partite giocate, V = partite vinte,  P = partite perse, PF = punti fatti, PS = punti subiti

| Pos. | Squadra                  | PCT  | G | V | N | P | PF    | PS    |
| ---- | ------------------------ | ---- | - | - | - | - | ----- | ----- |
| 1    | Drogheda Lightning       | .563 | 8 | 4 | 1 | 3 | 156+? | 190+? |
| 2    | Belfast Trojans II       | .900 | 5 | 4 | 1 | 0 | 150+? | 43+?  |
| 3    | Craigavon Cowboys II     | .800 | 5 | 4 | 0 | 1 | 149+? | 51+?  |
| 4    | Trim Bulldogs            | .429 | 7 | 3 | 0 | 4 | 125   | 180   |
| 5    | Carrickfergus Knights II | .667 | 3 | 2 | 0 | 1 | 48    | 61    |
| 6    | Dublin Dragons II        | .000 | 6 | 0 | 0 | 6 | 20+?  | 102+? |
| 7    | Tullamore Phoenix II     | .000 | 2 | 0 | 0 | 2 | 14    | 35    |

## Verdetti
- Drogheda Lightning Campioni della IAFA DV8 Development League 2012